# Polubotok kincse
Polubotok kincse, vagy Polubotok aranya (ukránul: Золото Полуботка [Zoloto Polubotka]) egy ukrán legenda, mely szerint Pavlo Polubotok hetman 1723-ban nagy mennyiségű aranyat helyezett el egy angol bankba azzal a céllal, hogy ezt a pénz később az ukrán függetlenség céljaira fordíthassák. Polubotok kincsének témája az elmúlt évszázadokban többször napirendere került, de a legendára máig nem sikerült bizonyítékot találni.

## A legenda
A legenda többféle változatban él. Legelterjedtebb változat szerint Pavlo Polubotok hetman 1723-ban, amikor Nagy Péter cár magához hívatta, számítva az elfogatására, kétszázezer aranyérmét helyeztetett el a Bank of England-nál 7,5%-os éves kamatra. Az összeg, a kamat és a bank esetében is előfordulnak más verziók. Például egyes változatok két hordónyi aranyról, csak 2,5%-kos kamatról szólnak, míg a bank esetenként a Bank of British East India Company. A hetmant aztán a cár elfogatta, és a Péter-Pál erődbe záratta. Ott halt meg 1724-ben.

## Előfordulásai
A legenda 1907-ben vált széles körben ismertté, amikor Alekszandr Rubec professzor cikket jelentetett meg a témáról a Novoje vremja orosz lapban. Ennek hatására az Orosz Birodalom külügyminisztériuma vizsgálatot kezdett, és megbízta a londoni orosz konzulátust az ügy tisztázásával. A Bank of England átvizsgálta az előző kétszáz év ki nem vett betéteit, de azok teljes összege is kevesebb volt, mint a Polubotok által állítólag elhelyezett arany.
Később, 1913-ban a Csernyihivi területen fekvő Sztarodubban 170, magát Polubotok leszármazottjának tartó személy gyűlt össze azzal a céllal, hogy megtalálja a kincset. Mint kiderült, az összegyűltek egyike sem tudta dokumentumokkal igazolni, hogy ténylegesen Polubotok leszármazottja lenne, sem az angliai bankbetétre vonatkozó információkkal nem rendelkeztek.
Az 1920-as évek elején előkerült Polubotok egy leszármazottja. A brazíliai São Paulóban élő Ostap Polubotok 1922-ben találkozott Jurij Kucubinszkij bécsi szovjet-ukrán konzullal. Ostap Polubotok egy állítása szerint 200 éves dokumentumot mutatott be, mely a kincs létezését bizonyította. 1922 júliusában újabb találkozóra került sor Ostap Polubotok és Kucubinszkij között, melyen részt vett Robert Mitchell is a Bank of England képviseletében. Az ügynek azonban hamarosan vége szakadt, mert a koncepciós eljárásnak áldozatul esett Kucubinszkijt hazarendelték.
A kincs témája a Szovjetunió felbomlása és a független Ukrajna létrejött idején is előkerült és a politikai életben is szerepet kapott. Volodimir Cibulko ukrán költő és politikus állt elő azzal a gondolattal, hogy ha sikerülne visszaszerezni Polubotok kincsét, akkor abból minden ukrán állampolgárra 38 kg arany jutna. Ez a mennyiség, mely egyébként a világ teljes aranykészletét többszörösen meghaladja, Cibulko számítása szerint az előző 270 év kamatai alapján jött ki. A téma különösen Margaret Thatcher brit miniszterelnök 1990. június 9-i kijevi látogatása idején kapott nagy figyelmet. Olyannyira, hogy a témával még az Ukrán Legfelsőbb Tanács is foglalkozott, és egy - az ügyet vizsgáló - speciális bizottságot akartak felállítani. Polubotok kincse azonban máig nem került elő. Maga Cibulko pedig később azt nyilatkozta, hogy a Polubotok kincsével foglalkozó 1990-es beszéde csak propagandacélokat szolgált.

## Külső hivatkozások
- Detektiv z hetmanszkim zolotom najbilsij i szvityi szkarb z anhlijszkih pecser Ali-Babi, in: Dzerkalo Tizsnya, 2001/50., 2001. december 22–28. (ukránul)[halott link]
- Ukrainszkij "osztrov szokroviscs", ili tajna getmana Polubotka, in: Mir gyenyeg, 2002. május–június. (oroszul)